# Guido Messer

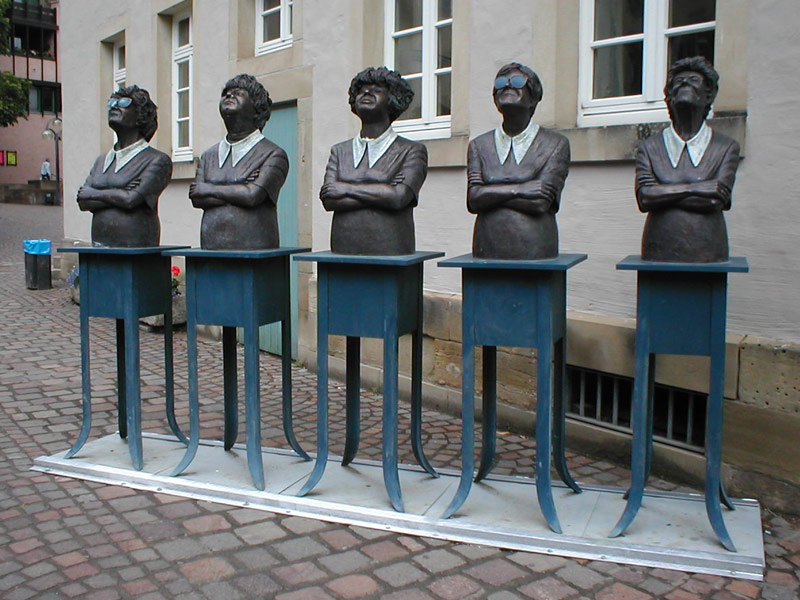
Einigkeit macht stark – Persil bleibt Persil,
vor dem Rathaus in Güglingen

Guido Messer (* 20. Januar 1941 in Buenos Aires, Argentinien) ist ein deutscher Bildhauer.

## Leben

### Ausbildung
Messer absolvierte von 1958 bis 1961 eine Goldschmiedelehre in Pforzheim und besuchte danach bis 1966 die Kunst- und Werkschule Pforzheim bei J. Weber. Von 1966 bis 1971 folgte ein Studium der Bildhauerei an der Staatlichen Akademie der Bildenden Künste Stuttgart bei den Lehrern Herbert Baumann und K.R.H. Sonderborg und eine Lehre als Kunstgießer.
1982 erhielt er ein Stipendium der Kunststiftung Baden-Württemberg und für 1982/83 ein Weiteres des Landes Baden-Württemberg an der Cité Internationale des Arts Paris.

### Tätigkeit
In den Jahren 1970 bis 1982 arbeitete er als Werklehrer und Bildhauer. Seit 1983 arbeitet er als freier Künstler und wurde Mitglied im Verband Bildender Künstler Baden-Württemberg. Er lebte und arbeitete, genauso wie sein Malerfreund Axel Arndt in Korb bei Stuttgart und in den toskanischen Orten Pietrasanta und Sassetta. Seit 1993 gehört er dem Künstlersonderbund in Deutschland an.
Messer ist verheiratet mit Ruth Marta (Messer), sie haben zwei Kinder.

## Werk

### Überblick
Sein gesamtes plastisches Werk umfasst alle Arten – von kleinen Tischskulpturen bis zu Großplastiken im öffentlichen Raum bzw. im öffentlichen Besitz. Auch Hüllwerke werden genannt und abgebildet.
Hervorhebenswert sind seine zeitkritischen und häufig ironischen Darstellungen, mit denen Messer „Verhaltensweisen und Eigenschaften (entlarvt), die mancher auch bei sich selbst finden kann. Die bei Bronzeskulpturen recht ungewohnten farbigen Lackierungen unterstreichen charakteristische Merkmale. Messer zeigt keine konventionellen Standbilder hoher Persönlichkeiten, sondern "Menschen". Sie treten auch in Serien auf, werden dadurch Teile einer Masse. Oberkörper stehen auf Gestellen, untere Körperhälften werden zu Tischbeinen und betonen so die Einzelheiten, um die es Messer geht. [...]“

### Arbeiten (Auswahl)
Seit 2000 arbeitet Messer zusammen mit seiner Frau am Projekt Skulpturenpark arte e sapori in Sassetta/Toskana. Seit 2015 ist der Skulpturengarten für Besucher geöffnet; dort ist auch das unten abgebildete Nashorn zu sehen. Messer kuratiert seit 2006 den Skulpturen-Rundgang Köpfe am Korber Kopf mit jährlich wechselnden Skulpturen, darunter auch seine eigenen Werke.

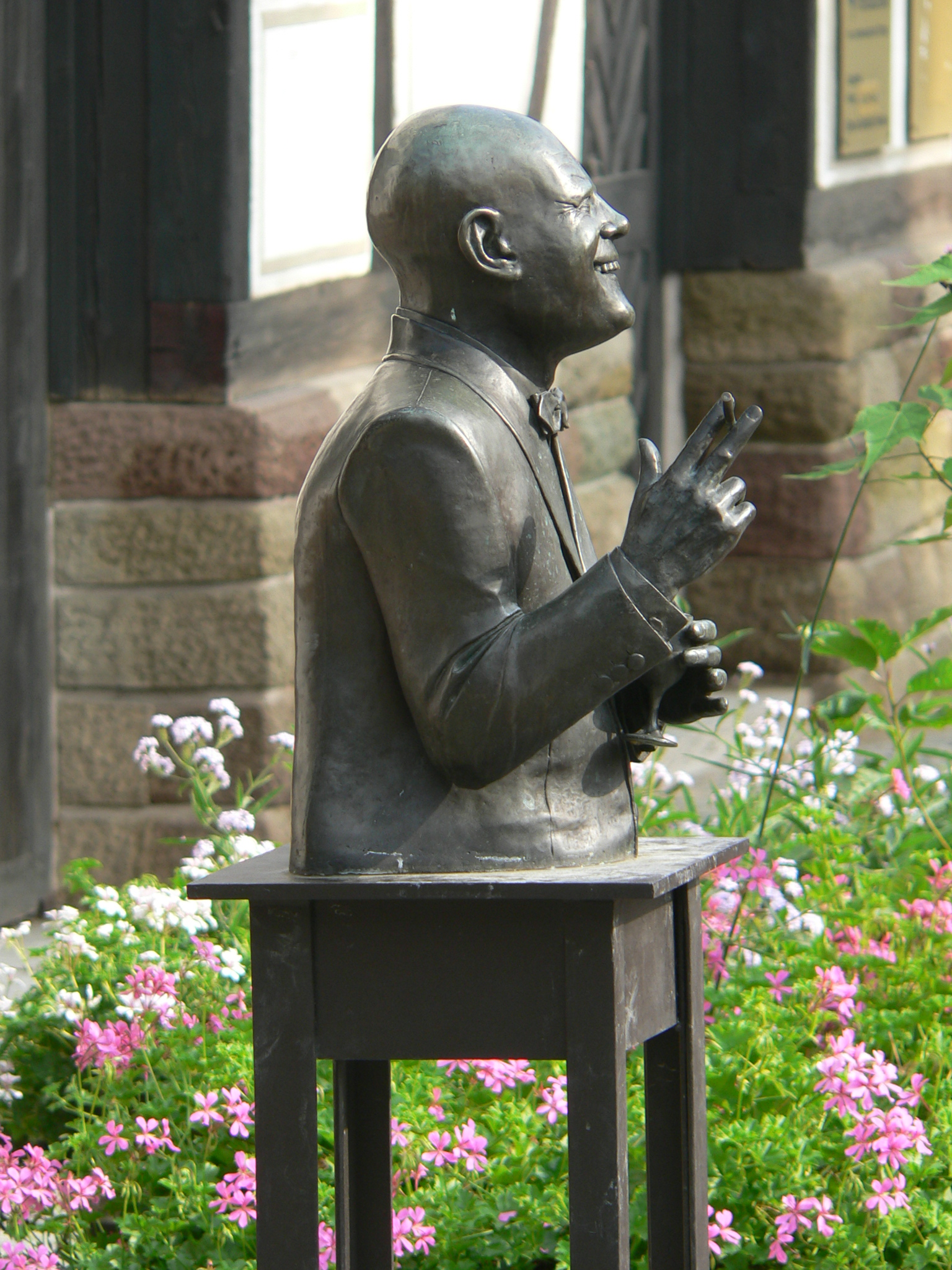
1980/88: Der Gast
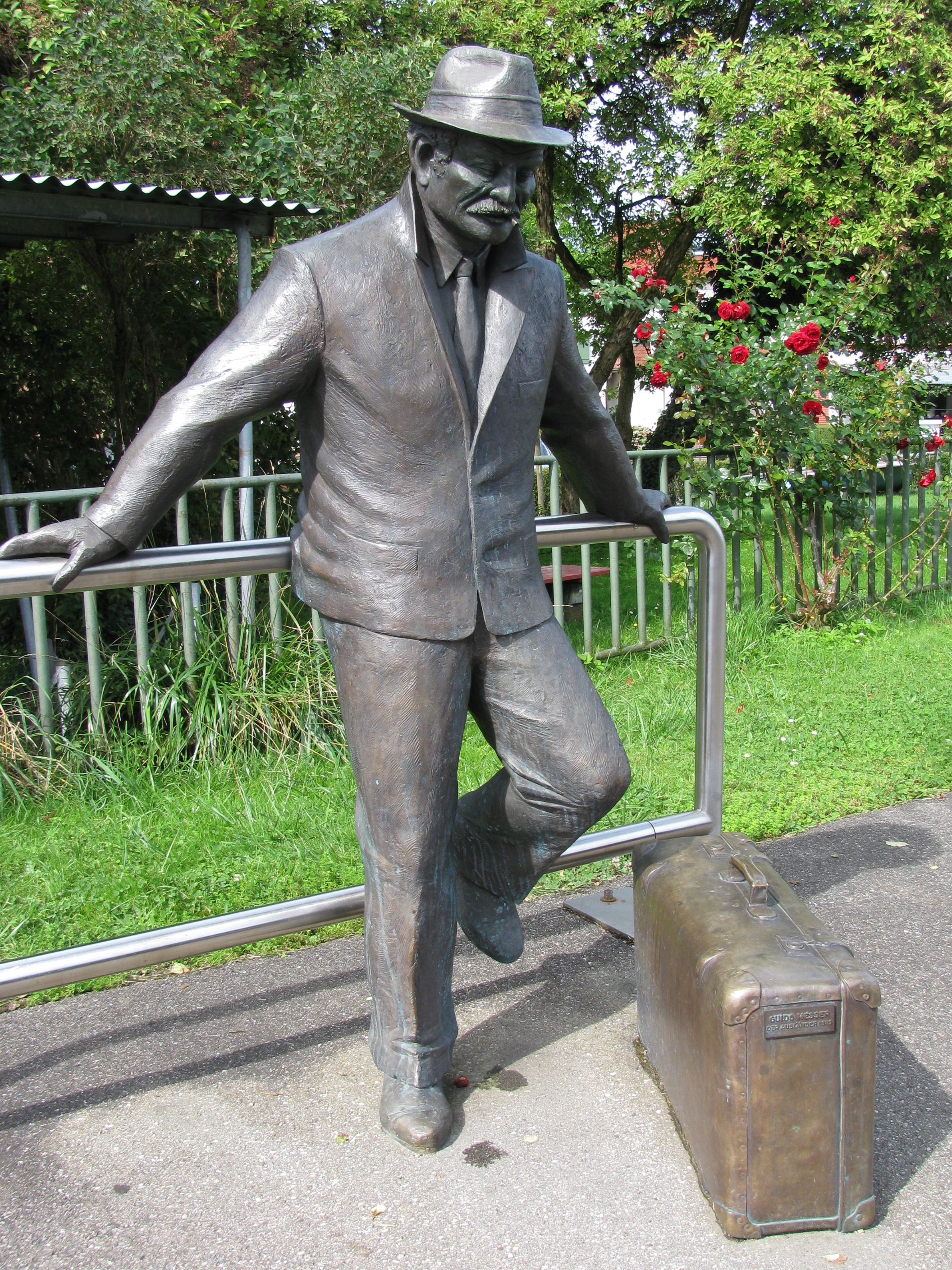
1989: Der Ausländer Bahnhof Nonnenhorn
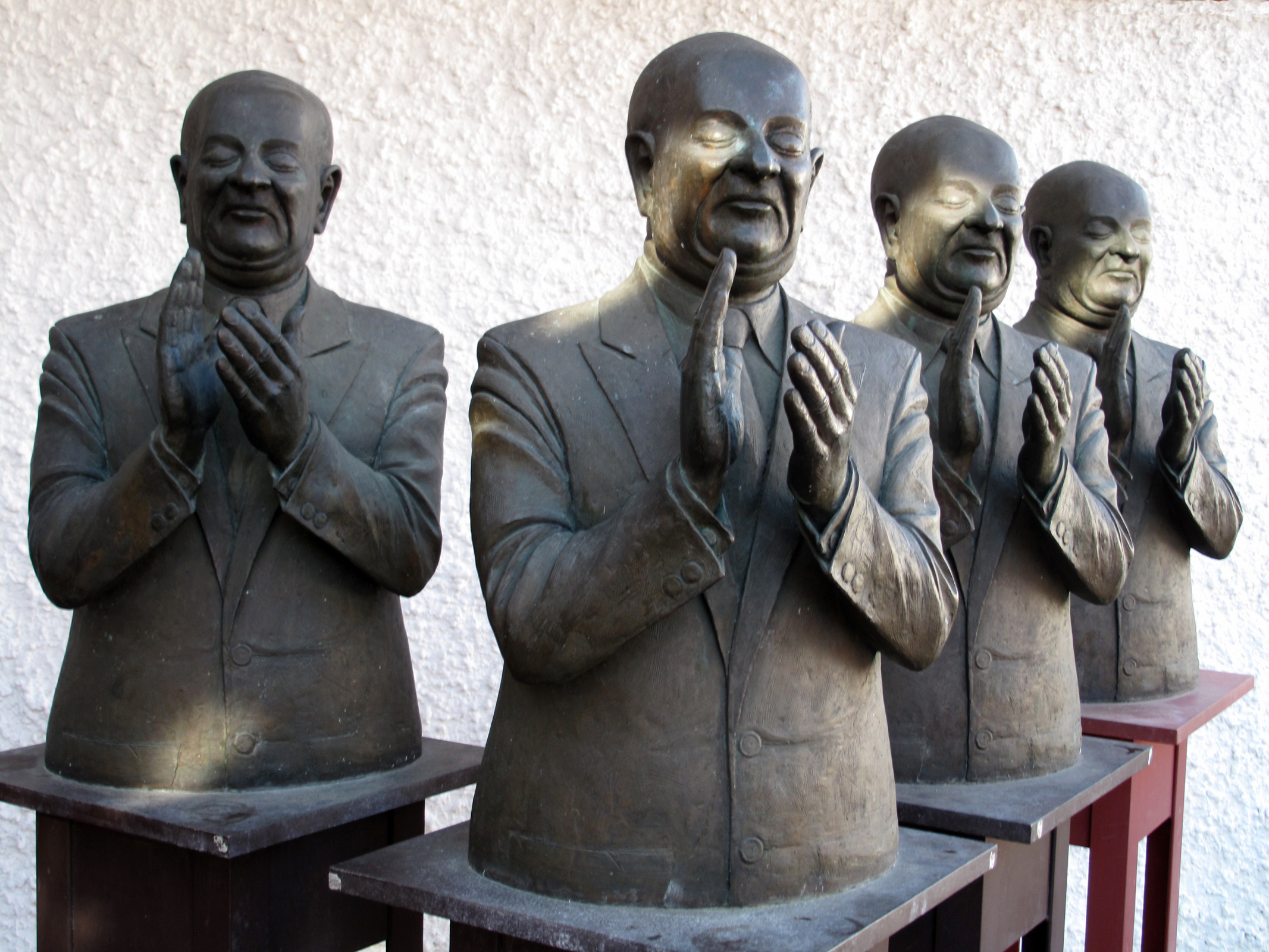
1988: Die Claque Leinfelden-Echterdingen
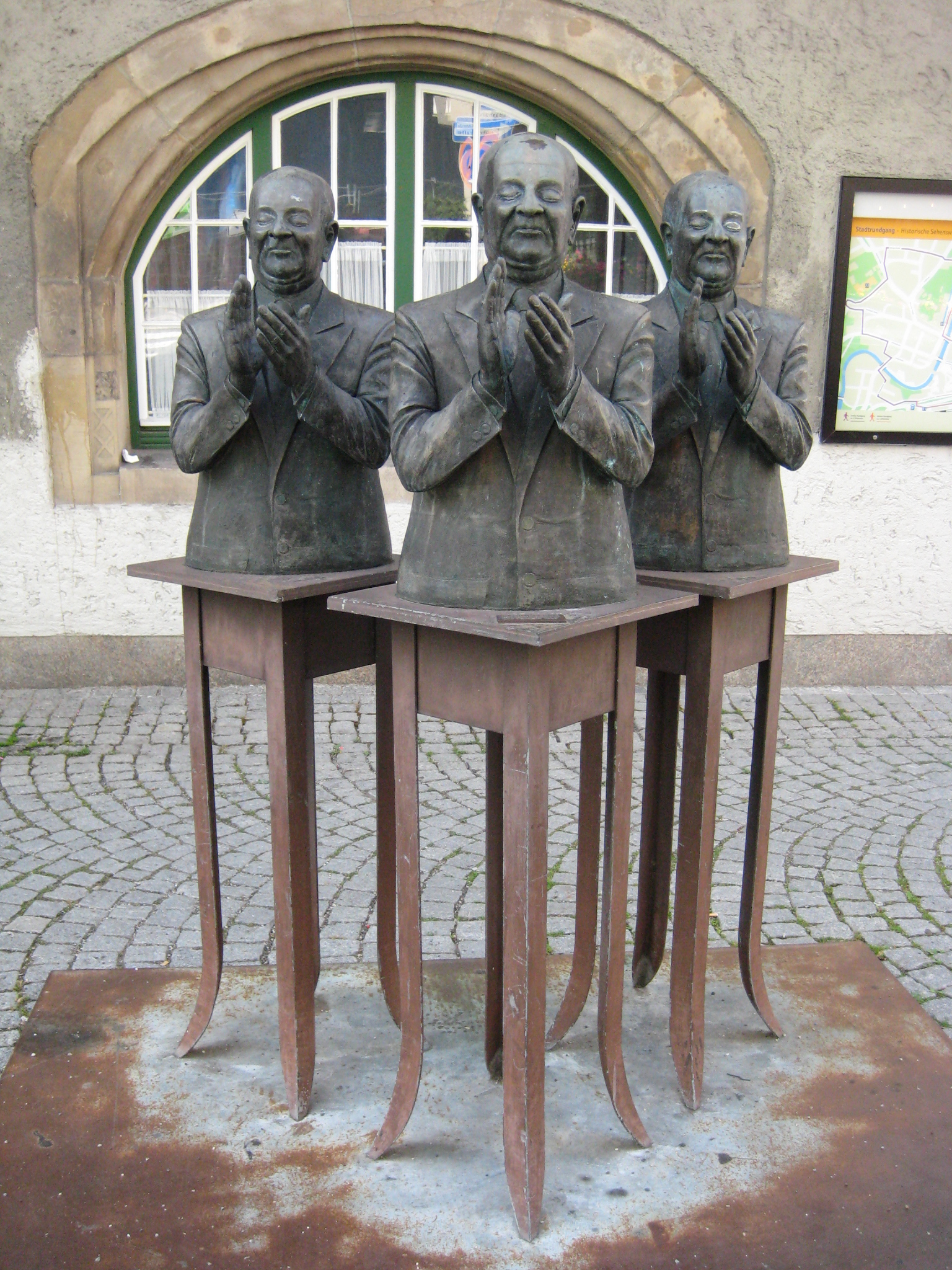
1988: Die Claque Backnang
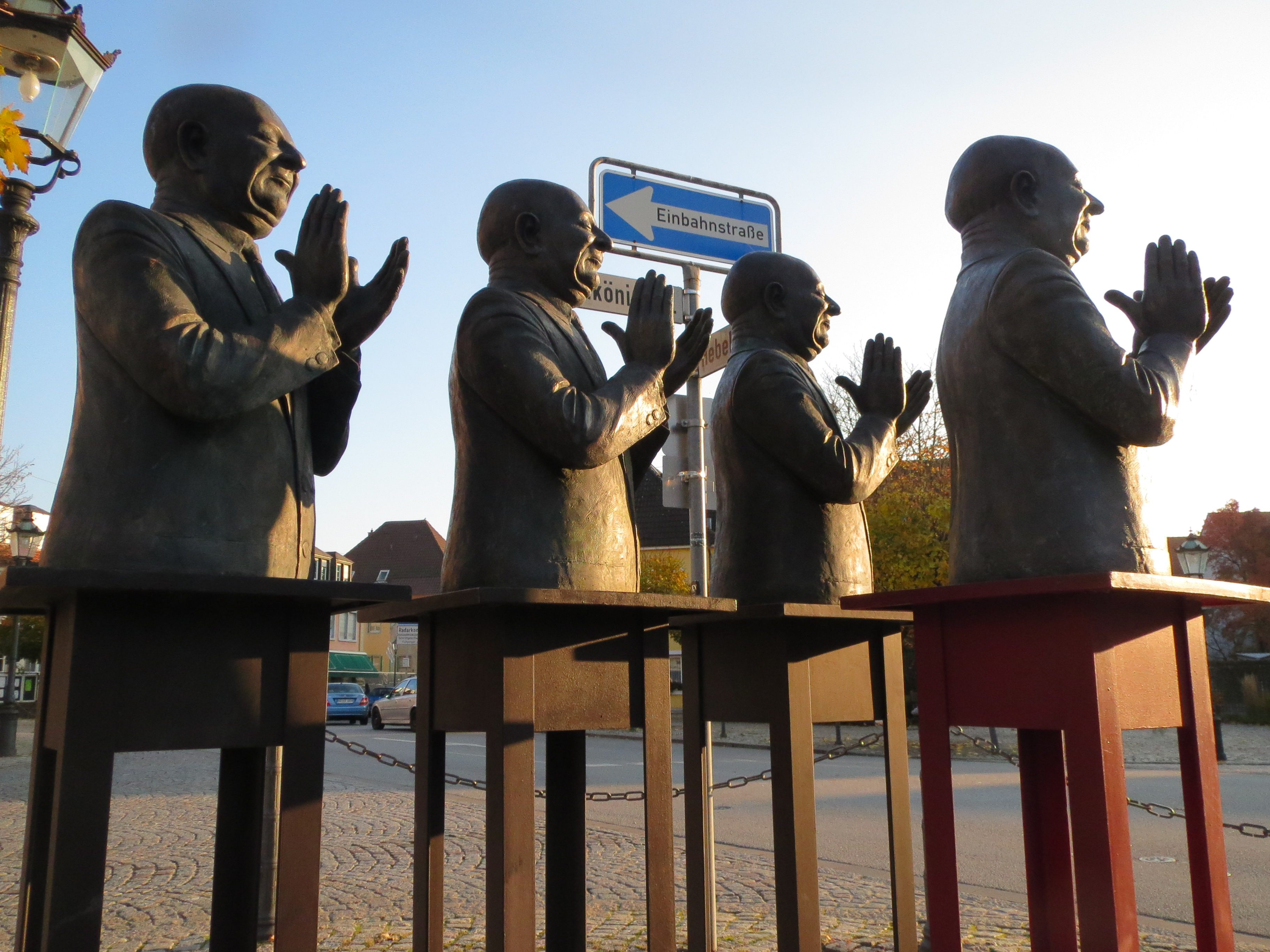
1988: Die Claque Schwetzingen
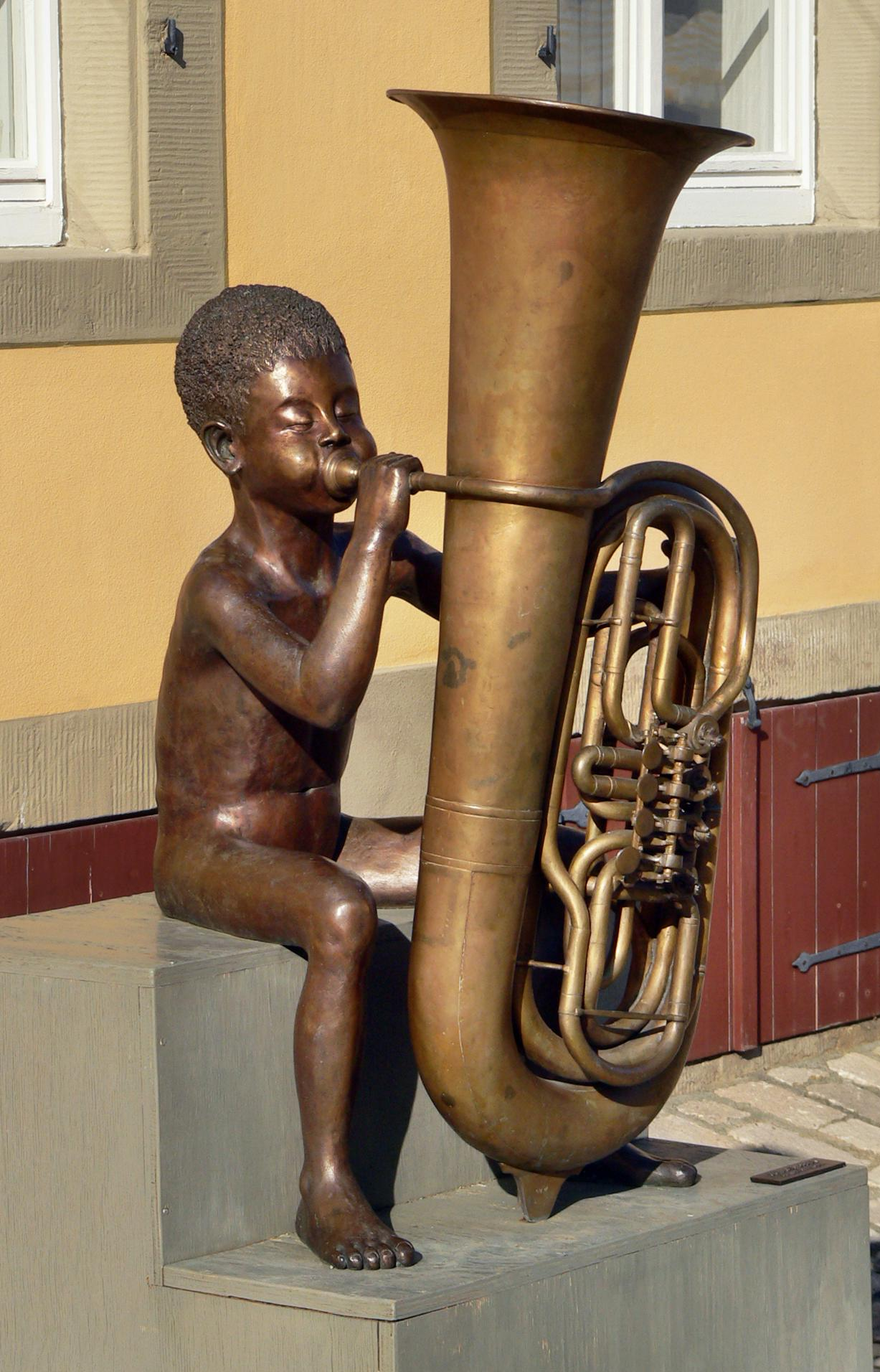
1991: Junge mit Tuba
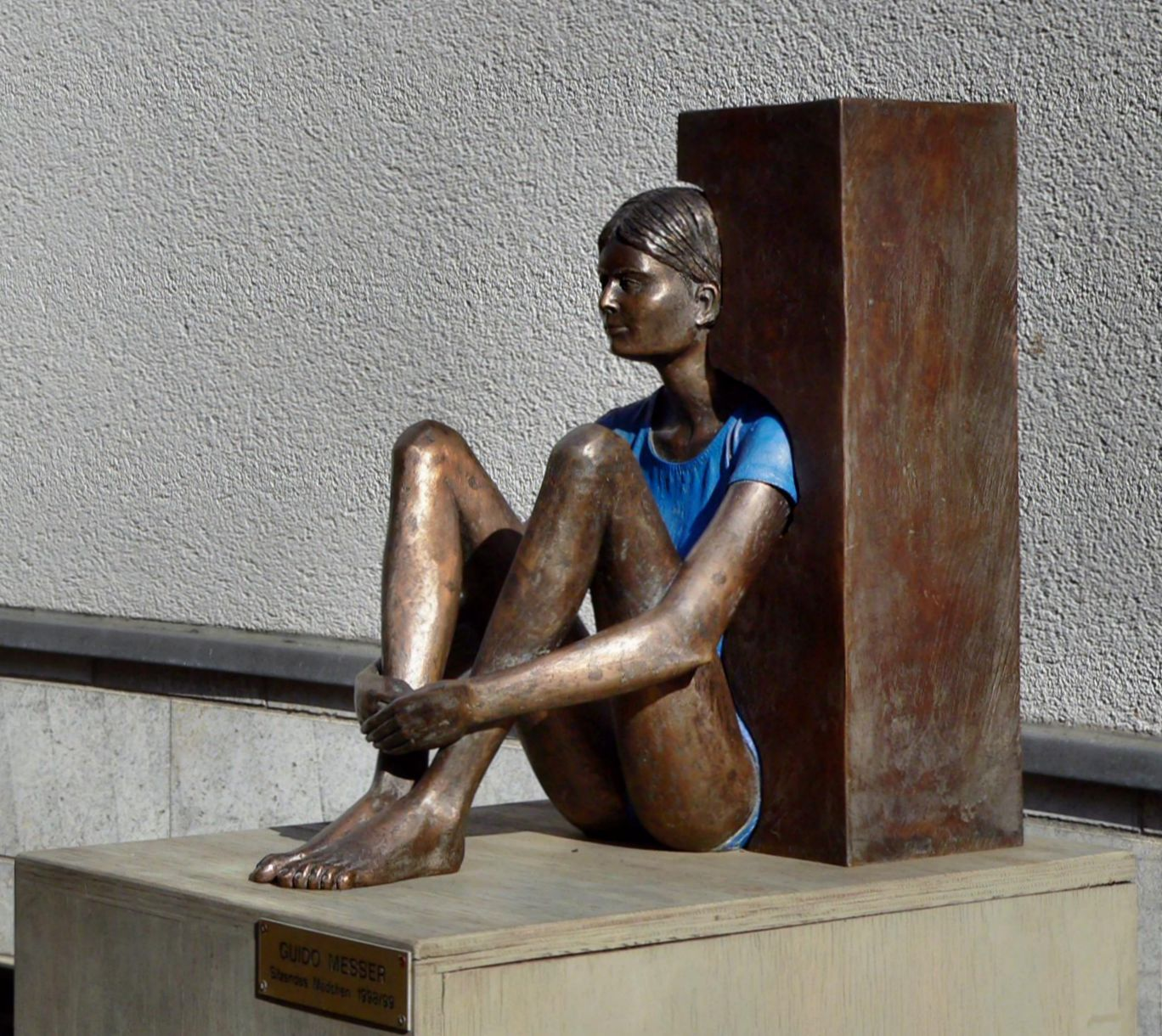
1998/99: Sitzendes Maedchen
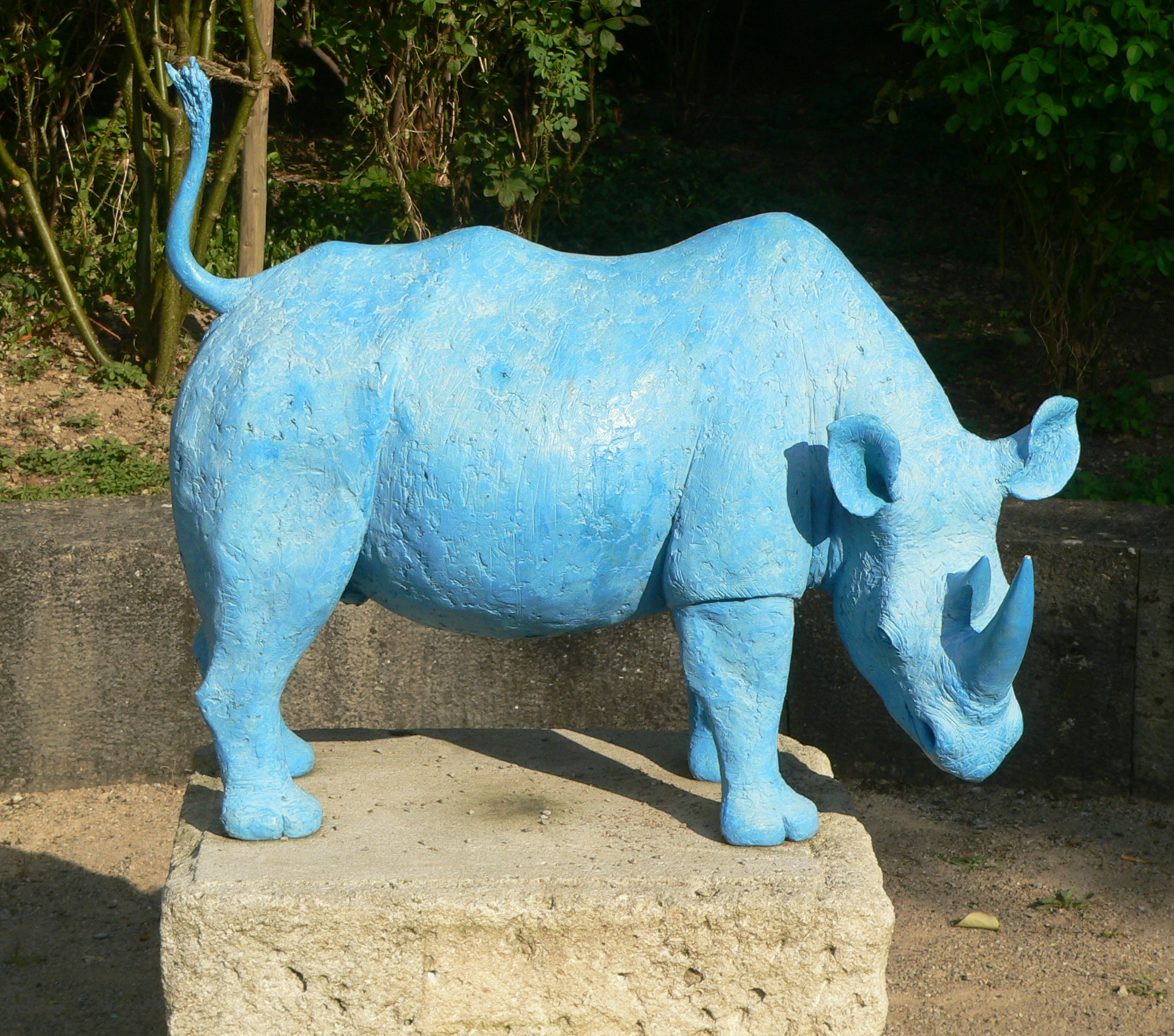
2003: Das Nashorn
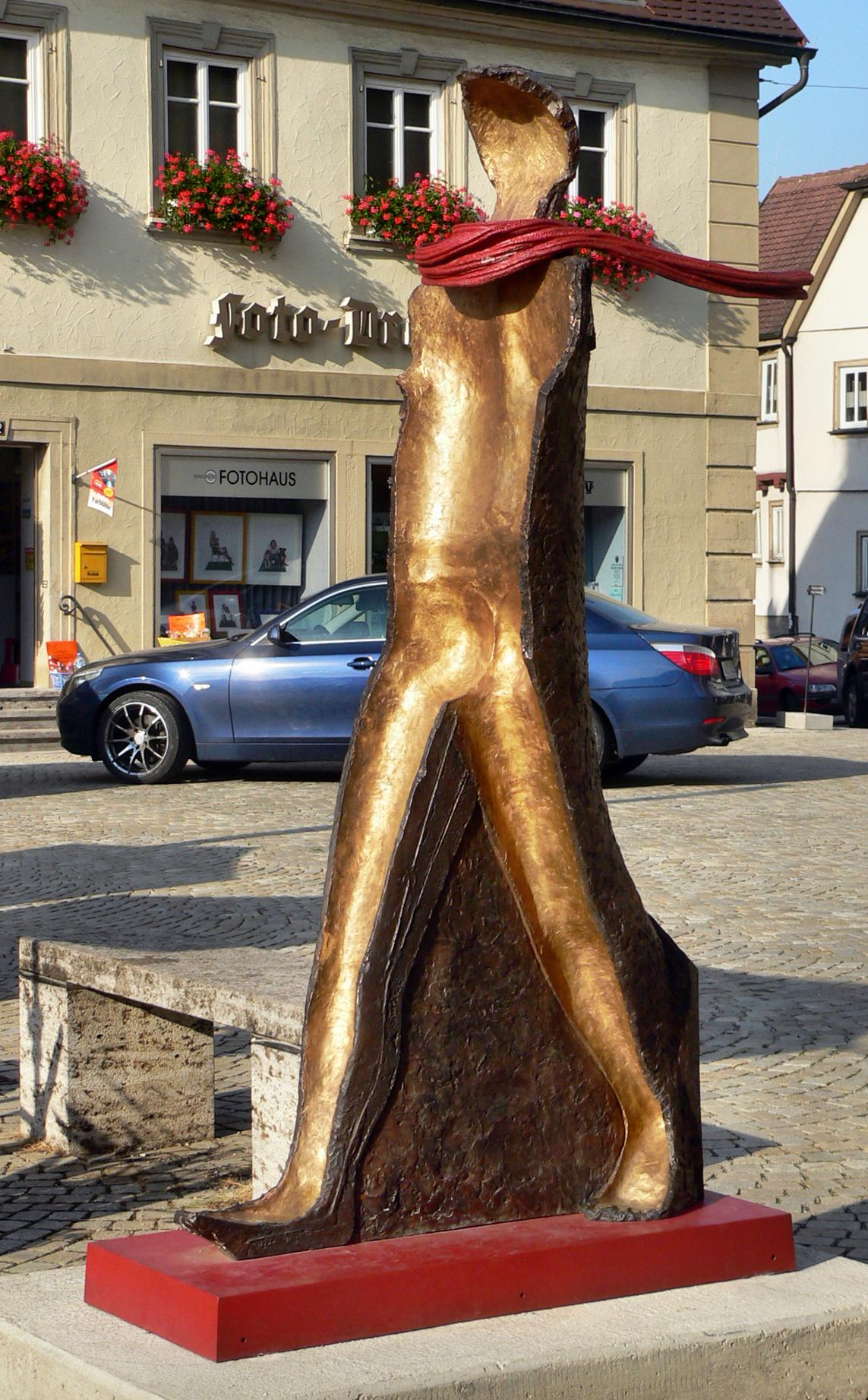
2008: Mit Schal

- 1994: Reisender mit Koffer (Bronze, 18 Abgüsse), in der Thematik des Theaterstückes Tod eines Handlungsreisenden[6]

### Ausstellungen (Auswahl)
Guido Messer stellte seine Werke im In- und Ausland aus. Seine erste Soloausstellung hatte er 1971 in der Galerie Handschin (mit E. Aepplis) in Basel.
- 1990er Jahre: In der Schweiz in Bad Ragaz bei der 4. Schweizerischen Triennale der Skulptur
- 1999: im Wiener Forum Spittelberg
- 2009: in Deutschland unter anderem in Weikersheim[8]
- 2009, 2014: in Landau in der Pfalz[9]
- 2008: in Herrenberg[10]

Außerdem nimmt er seit 1969 regelmäßig an Gemeinschaftsausstellungen (Gruppenausstellungen) teil.

### Bücher
- Guido Messer – Skulpturen aus 40 Jahren, ISBN 978-3-929419-55-9. (Guido Messer und seine Werke zwischen 1967 und 2007, Selbstverlag.)[12]
- Guido Messer – Skulpturen, Hrsg. VBKW Verband Bildender Künstler und Künstlerinnen Baden-Württemberg e.V.; 1000. Edition (15. September 2022), ISBN 978-3-942743-99-0.[12][13]